# Sparianthis granadensis
Espèce
Synonymes
- Themeropis granadensis Keyserling, 1880

Sparianthis granadensis est une espèce d'araignées aranéomorphes de la famille des Sparassidae.

## Distribution
Cette espèce est endémique de Colombie.

## Description
La femelle holotype mesure 9,3 mm.

## Systématique et taxinomie
Cette espèce a été décrite sous le protonyme Themeropis granadensis par Keyserling en 1880. Elle est placée dans le genre Sparianthis par Simon en 1880.

## Étymologie
Son nom d'espèce, composé de granade et du suffixe latin -ensis, « qui vit dans, qui habite », lui a été donné en référence au lieu de sa découverte, la Nouvelle-Grenade.

## Publication originale
- Keyserling, 1880 : Die Spinnen Amerikas, I. Laterigradae. Nürnberg, vol. 1, p. 1-283 (texte intégral).